# Critomolgus fishelsoni
Critomolgus fishelsoni is een eenoogkreeftjessoort uit de familie van de Rhynchomolgidae. De wetenschappelijke naam van de soort is voor het eerst geldig gepubliceerd in 1967 door Stock.